# Solenopsis valida
Solenopsis valida är en myrart som först beskrevs av W. Foerster 1891.  Solenopsis valida ingår i släktet eldmyror, och familjen myror. Inga underarter finns listade i Catalogue of Life.